# رائول کوردوبا
رائول کوردوبا (اسپانیایی: Raúl Córdoba‎; ۱۳ مارس ۱۹۲۴ – ۱۷ مهٔ ۲۰۱۷) بازیکن فوتبال اهل مکزیک بود.
وی همچنین در تیم ملی فوتبال مکزیک بازی کرده‌است.